# Angelo Meroni
Angelo Meroni (Sesto San Giovanni, 2 aprile 1916 – 14 febbraio 2002) è stato un calciatore italiano, di ruolo centrocampista.

## Carriera
Ala, giocò due stagioni in Serie A con la maglia del Liguria.

## Palmarès

### Club

#### Competizioni nazionali
- Serie B: 1

Liguria: 1940-1941